# Mauro Gerosa
Pour les articles homonymes, voir Gerosa (homonymie).
Mauro Gerosa (né le 9 octobre 1974 à Oggiono, dans la province de Lecco, en Lombardie) est un ancien coureur cycliste italien.

## Biographie
Après avoir été stagiaire à la fin de la saison 1999 dans l'équipe Mapei-Quick Step, Mauro Gerosa commence sa carrière professionnelle en 2000 chez Amica Chips-Tacconi Sport. Avec cette équipe, il participe au Tour d'Italie, où il termine 6e et 7e de deux étapes au sprint. L'année suivante, l'équipe Tacconi Sport-Vini Caldirola, fusion de Amica Chips-Tacconi Sport et Vini Caldirola, intègre la première division. Gerosa termine quatre nouvelles fois dans les dix premiers des étapes du Giro, dont deux fois quatrième d'étapes remportées par Mario Cipollini. 
Au cours des saisons qui suivent, Gerosa réussit plusieurs performances sur les courses d'un jour, d'abord contre la montre, en terminant sixième de Florence-Pistoia en 2003, puis en ligne, en terminant sur le podium du championnat d'Italie sur route remporté par Cristian Moreni en 2004 et sixième du Grand Prix du canton d'Argovie la même année. 
En 2005, Gerosa rejoint l'équipe Liquigas, avec laquelle il participe à son unique Tour de France. Après une dernière saison chez Miche, équipe continentale professionnelle, il met un terme à sa carrière. Il ne compte aucune victoire, et un seul podium professionnel.

## Palmarès
- 1995
  - Coppa Stignani
- 1996
  - Gran Premio San Rocco
  - 3e de la Piccola Tre Valli Varesine
- 1998
  - Trophée Raffaele Marcoli
- 1999
  - Gran Premio Industria Commercio e Artigianato di Botticino
  - Circuito Mezzanese
  - 3e du Circuito del Porto-Trofeo Arvedi
- 2004
  - 3e du championnat d'Italie sur route

## Résultats sur les grands tours

### Tour de France
1 participation
- 2005 : 137e

### Tour d'Italie
5 participations
- 2000 : 97e
- 2001 : 77e
- 2002 : 102e
- 2003 : 79e
- 2004 : 62e

### Tour d'Espagne
2 participations
- 2004 : 95e
- 2005 : 103e